# جيمس جونستون
جيمس جونستون (بالإنجليزية: James Johnston)‏ هو سياسي أمريكي، ولد في 1742، وتوفي في 23 يوليو 1805. انتخب member of the North Carolina Provincial Congress ‏.